# Mstislav Keldyš
Mstislav Vsevolodovič Keldyš (in russo Мстислав Всеволодович Келдыш?; Riga, 23 febbraio 1911 – Mosca, 24 giugno 1978) è stato un fisico, matematico e politico sovietico.

## Biografia
Nel 1937 si laureò ed entrò come docente all'Università di Mosca. Dopo la Seconda guerra mondiale divenne direttore di una sezione dell'Istituto di Ricerche sulla Propulsione a Reazione fino al 1955 e condusse ricerche sui missili balistici a lunga gittata e sui missili da crociera. In seguito divenne direttore dell'Istituto di Matematica Applicata fino al 1978. Dal 1961 al 1975 fu presidente dell'Accademia delle Scienze dell'URSS.
Keldish diede un contributo fondamentale al programma spaziale sovietico mettendo a punto i calcoli per le traiettorie dei satelliti artificiali e delle sonde spaziali lunari e interplanetarie. Sostenne Sergej Pavlovič Korolëv e il suo progetto di sbarco umano sulla Luna. Quando il progetto fallì, spinse per l'invio di sonde automatiche che avrebbero dovuto riportare sulla Terra campioni di rocce; la sonda Luna 16 riuscì nell'intento e i sovietici poterono tentare di far credere che non c'era mai stato il progetto di uno sbarco umano sulla Luna da parte dell'URSS. Negli ultimi anni della sua attività sostenne lo sviluppo dello space shuttle Buran.

## Premi
- Eroe del Lavoro Socialista nel 1956, 1961 e 1971
- Premio Lenin nel 1957
- Premio di Stato dell'URSS nel 1942 e 1946
- 6 volte Ordine di Lenin